# William Alves (calciatore 1991)
William Alves de Oliveira, noto semplicemente come William Alves (Juiz de Fora, 7 dicembre 1991), è un calciatore brasiliano, attaccante dello Sreenidi Deccan.

## Caratteristiche tecniche
Prima punta, può essere schierato anche da interno di centrocampo o da trequartista. 

## Palmarès

### Club

#### Competizioni statali
- Taça Rio: 1

Botafogo: 2012